# 328. Infanterie-Division (Wehrmacht)
Die 328. Infanterie-Division (328. ID) war ein militärischer Großverband der Wehrmacht. Kurz vor Kriegsende wurde noch eine 328. Infanterie-Division Seeland aufgestellt.

## Geschichte

### Aufstellung
Die Division wurde im Winter 1941 als Walküre-Einheit im Zuge der 17. Aufstellungswelle für den Wehrkreis IX mit Alarm-Einheiten der Wehrkreise I (Infanterie-Regiment 547 (1943 zur 83. Infanterie-Division) und Teile des Artillerie-Regiments 328), II (Infanterie-Regiment 549 und Teile des Artillerie-Regiments 328) und III (Infanterie-Regiment 548 und Teile des Artillerie-Regiments 328) aufgestellt. Sie sollte im Falle von Luftlandungen in der Heimat oder Unruhen in besetzten Gebieten mobilisiert werden.
Mit Zuspitzung der Lage an der Ostfront während der Schlacht um Moskau wurde die 328. Infanterie-Division wie auch die anderen Walküre-Einheiten mobilisiert. Der Ausführungsbefehl erging am 17. Dezember 1941 und benennt den 18. Dezember 1941 als ersten Aufstellungstag. 

### Verlegung an die Ostfront
Die Division wurde im Fußmarsch von Suwałki aus zur Heeresgruppe Mitte in Marsch gesetzt und jedes Infanterie-Regiment der 3. Panzerarmee und der 9. Armee zugeteilt. Im April 1942 folgte die Unterstellung eines Divisionsteils unter das XXVII. Armeekorps. Ende 1942 nahmen wieder Divisionsteile als Teil des XXXXI. Panzerkorps, von dort gingen auch Divisionsteile an das LVI. Panzerkorps, und später im XXXIX. Panzerkorps an der Operation Mars teil.

### Auffrischung in Frankreich

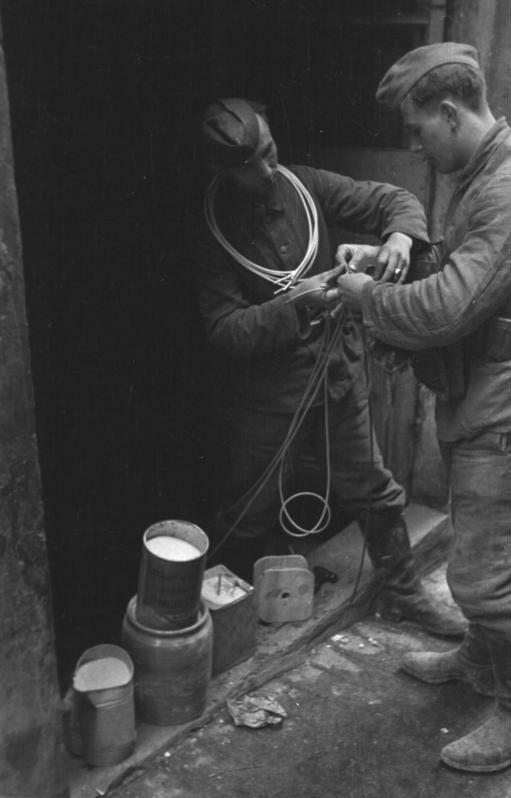
Pioniere der Division bei der Vorbereitung einer Sprengladung bei der Räumung und Zerstörung des Hafenviertels von Marseille, Südfrankreich, 10. Februar 1943.

Nach der Zerschlagung im Raum Subzow im Herbst 1942 wurden die Reste der Division im Oktober nach Frankreich verlegt, dort aufgefrischt und um drei Bataillone ergänzt. Andere Divisionsteile verblieben in Russland. Ein Divisionsteil hatte an der Eroberung von Frankreich teilgenommen.

### Besatzungstruppe in Frankreich
Die Division wurde im Frühjahr 1943 in Marseilles zusammengeführt, ergänzt und war später der Armeegruppe Felber in Südfrankreich unterstellt. 

### Verlegung an die Ostfront
Im Sommer 1943 folgte die abermalige Verlegung an die Ostfront, wo die Division im Bereich der 1. Panzerarmee zum Einsatz kam. Sie kämpfte um Kursk, Charkiw und Isjum.

### Vernichtung
Beim Rückzug an den Dnjepr wurde die Division aufgerieben. 

### Verwendung der Reste der Division
Am 2. November 1943 wurde die Division in Russland zur Divisionsgruppe abgewertet und der 306. Infanterie-Division unterstellt. Im Juli 1944 wurde die Divisionsgruppe 328 zum Grenadier-Regiment 549 und der 306. Infanterie-Division zugewiesen. Im Folgemonat wurde die Einheit in Rumänien zerstört.

## Personen
| Damaliger Rang                      | Name                 | Zeitraum                                |
| ----------------------------------- | -------------------- | --------------------------------------- |
| Generalleutnant                     | Albert Fett          | 19. Dezember 1941 bis 30. Dezember 1941 |
| Generalleutnant                     | Wilhelm Behrens      | ab 30. Dezember 1941                    |
| Oberst/Generalmajor/Generalleutnant | Joachim von Tresckow | 3. April 1942 bis 8. Mai 1943           |
| Generalleutnant                     | Karl Böttcher        | 8. Mai 1943 bis 31. Mai 1943            |
| Generalleutnant                     | Joachim von Treschow | ab 31. Mai 1943                         |

- Heinrich Hoffmann: späterer Generalmajor, von Februar 1942 bis November 1942 Kommandeur des Artillerie-Regiments 328

## Gliederung
| 1942                                                                          | 1943                                                                       |
| ----------------------------------------------------------------------------- | -------------------------------------------------------------------------- |
| - Infanterie-Regiment 547 - Infanterie-Regiment 548 - Infanterie-Regiment 549 | - Grenadier-Regiment 548 - Grenadier-Regiment 549 - Grenadier-Regiment 569 |
| Artillerie-Regiment 328                                                       |                                                                            |
| Pionier-Bataillon 328                                                         |                                                                            |
| Panzerjäger-Abteilung 328                                                     | schnelles Panzerjäger-Bataillon 328                                        |
| Aufklärungs-Abteilung 328                                                     | schnelles Panzerjäger-Bataillon 328                                        |
| Divisions-Nachrichten-Abteilung 328                                           |                                                                            |
| Divisions-Nachschubführer 328                                                 |                                                                            |
|                                                                               | Feldersatz-Bataillon 328                                                   |